# Relations entre Israël et la république démocratique du Congo
Les relations entre Israël et la République démocratique du Congo font référence aux relations diplomatiques entre la l'État d'Israël et la république démocratique du Congo. Les deux pays sont membres des Nations unies et ont des relations diplomatiques actives. En 1973, à l'instar de la majorité des pays africains ayant reconnu l'État hébreu, le Zaïre (ex-RDC) décide de rompre ses relations avec Israël sous pression des pays arabes après la guerre du Kippour, mais les rétablit rapidement, contrairement aux autres pays africains, au début des années 1980. 
En mars 2020, le président congolais Félix Tshisekedi annonce son intention de nommer un Ambassadeur en Israël (où la RDC était jusqu'à présent représentée par un Chargé d'affaires) et la création d'une section économique à Jérusalem.

## Relations diplomatiques

### Premières années après l'indépendance du Congo

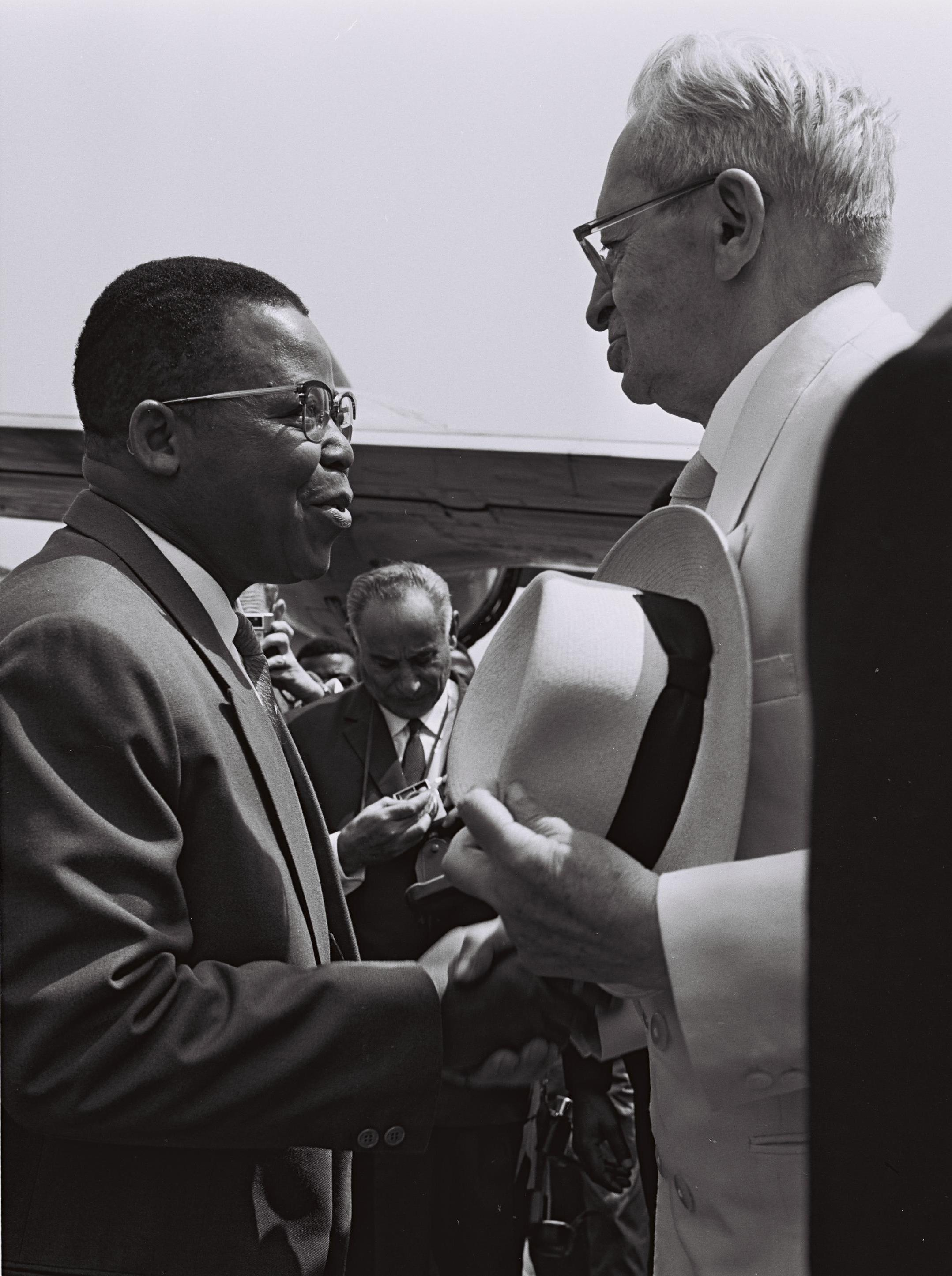
Rencontre entre les chefs d'État Joseph Kasa-Vubu et Yitzhak Ben-Zvi à Léopoldville (Kinshasa) en 1962

Le Congo accède à l'indépendance le 30 juin 1960, soit douze ans après la proclamation d'indépendance de l'État d'Israël (14 mai 1948).
La première rencontre entre les chefs des deux États a lieu en août 1962, lorsque le président israélien Yitzhak Ben-Zvi se rend à Léopoldville (ex-Kinshasa) et rencontre son homologue congolais Joseph Kasa-Vubu.

### Sous la présidence de Mobutu (1965 - 1997)
Au milieu des années 1960, alors que le Che Guevara se rend au Zaïre (actuelle RDC) pour exporter la révolution cubaine, le président congolais Mobutu Sese Seko, au pouvoir depuis 1965, se rapproche du camp occidental dans un contexte de guerre froide. 
En octobre 1973, sous la pression des pays arabes après la guerre du Kippour, Mobutu décide de rompre ses relations diplomatiques avec Israël, déclarant que « le Zaïre doit choisir entre un pays ami, Israël et un pays frère, l’Égypte. Or, entre un ami et un frère, le choix est clair ». Le Zaïre est par la suite le premier pays africain à renouer avec Tel Aviv en 1982, suivi par le Libéria en 1983, la Côte d’Ivoire et le Cameroun en 1986, et le Togo en 1987.
Lors de la reprise de leurs relations diplomatiques, Mobutu et Ariel Sharon, ministre israélien de la Défense dans le cabinet de Menahem Begin, signent un accord militaire pour former et équiper sa garde présidentielle. Ariel Sharon rencontre également, par l'intermédiaire de Mobutu, le président tchadien Hissen Habré avec qui Israël signe des contrats de livraison d'armes en 1983, dans un contexte de guerre tchado-libyenne (1978-1987).
L'aide d’Israël au Zaïre se poursuit en 1994 avec la signature d'un contrat de 50 millions de dollars portant sur l'envoi d'une quarantaine de conseillers militaires israéliens à Kinshasa.

### Depuis le début duXXIesiècle
En 2012, l’État d'Israël ouvre un Consulat Honoraire à Kinshasa. Aslan Piha y est nommé Consul Honoraire, et ce jusqu'au 21 septembre 2023, date de son décès survenu à Bruxelles, en Belgique. A ce jour, le Consulat Honoraire expédie toujours les affaires courantes sans chef de poste.  
En juin 2019, Joseph Kabila, président congolais de 2001 à 2018, est accusé d'avoir recruté d'anciens agents du Mossad pour espionner ses opposants, ce qui n'a pas été prouvé.
En mars 2020, Félix Tshisekedi, président congolais depuis janvier 2019 se rend aux États-Unis et participe à la conférence annuelle organisée par le Comité des affaires publiques israélo-américaines, principal lobby de la communauté juive implantée aux États-Unis. Il y annonce une reprise des relations diplomatiques au plus haut niveau entre son pays et Israël, et la nomination prochaine d’un ambassadeur congolais en Israël où le Congo était représenté depuis vingt ans par un chargé d’affaires. 
Le président congolais annonce également l’ouverture prochaine, à Jérusalem-Ouest, d’une section commerciale de l’Ambassade de la R.D. Congo (qui, elle, resterait à Tel-Aviv), et son soutien au plan de paix israélo-palestinien proposé par le président américain Donald Trump. Cette dernière déclaration provoque une polémique en RDC, ce plan étant jugé fortement défavorable aux Palestiniens par la Communauté internationale, et rejeté par l'Union africaine, dont Félix Tshisekedi a pris la présidence en 2021.

## Domaines de coopération

### Coopération humanitaire
L'ONG israélienne Africa 2030 est implantée en République démocratique du Congo, engagée contre la malnutrition et pour la préservation écologique.

### L'affaire Dan Gertler
L'homme d'affaires israélien Dan Gertler, installé en RDC depuis 1997, est l'un des principaux exportateurs de minerais congolais, notamment les diamants, le cuivre et le cobalt. Sa position s'explique par un monopole que lui aurait accordé l'ancien président Laurent Désiré Kabila, dans le cadre d'un accord incluant des contreparties financières et des livraisons d'armes d’Israël. Depuis lors, plusieurs ONG et gouvernements étrangers accusent Dan Gertler de pillage des ressources de la RDC, corruption, et complicité dans les crimes commis par les présidents congolais successifs Laurent Désiré et Joseph Kabila (fils du précédent), lors des deux guerres civiles congolaises.
En 2013, L’Africa Progress Panel indique que l’homme d’affaires a privé la République démocratique du Congo de 1,4 milliard de dollars de revenus en licences minières.
En 2017, Dan Gertler est sanctionné par le Trésor américain avec quatorze autres personnalités, accusées d’atteintes répétées aux droits de l’homme.